# امراس (ناطع)

تعديل مصدري - تعديل

امراس هي إحدى قرى عزلة ريمة بمديرية ناطع التابعة لمحافظة البيضاء، بلغ تعداد سكانها 131 نسمة حسب تعداد اليمن لعام 2004.